# Оливер Бозанић
Оливер Бозанић (8. јануар 1989) аустралијски је фудбалер.

## Репрезентација
За репрезентацију Аустралије дебитовао је 2013. године, наступао и на Светском првенству 2014. године. За национални тим одиграо је 7 утакмица.

## Статистика
| Аустралија | Аустралија | Аустралија |
| Год.       | Ута.       | Гол.       |
| ---------- | ---------- | ---------- |
| 2013       | 1          | 0          |
| 2014       | 4          | 0          |
| 2015       | 2          | 0          |
| Укупно     | 7          | 0          |